# Свіслоч (Могильовська область)
Свіслоч  (біл. тарашк. Сьвіслач) - агромістечко в Осиповицькому районі Могильовської області, в місці злиття річки Свіслоч та Березини. Адміністративний центр Свіслоцької сільської ради. Населення 852 чол. (1999). Розташований за 25 км на північний схід від Асиповичів, за 7 км від залізничної станції Ялізово ; на перетині доріг Осиповичі - Кличев і Гродзянка - Сичкова. Річковий причал. 

## Історія

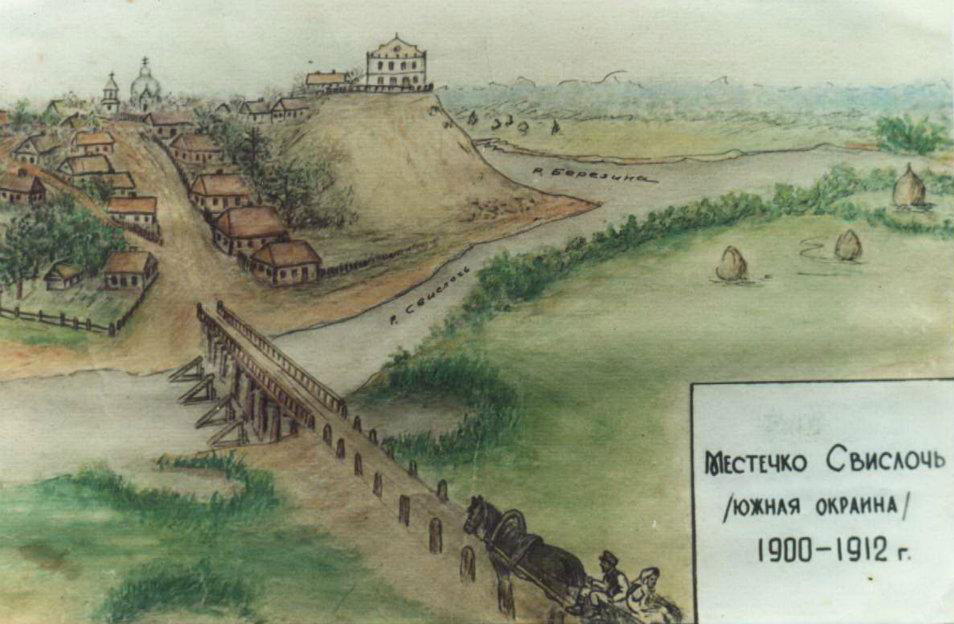
Місто та замок, 1900 - 1912

На межі XI-XIII століть на місці теперішнього села існували поселення замкового типу, укріплені валами і ровами . У XIV столітті Свіслоч стало центром князівства, а згодом і старості. У 1506 році місто знищили татари, а в 1535 році - московські загарбники . 
У середині XVI століття Свіслоч перейшло у володіння Гарабурдів гербу Абданк. Біля міста був замок. Відповідно до адміністративно-територіальної реформи (1565—1566 рр.) місцевість увійшла до складу Мінського повіту Мінського воєводства. У 1648 р. Свіслач захопила козацький загін Г. Бута, у тринадцятирічній війні (1654-1667) у вересні 1654 р. - загін І. Золотаренка. У 1705 році місті був засновано у францисканський монастир . 
У XVIII столітті місто належало гербу Завішів "Лебідь". Пізніше Незабитовському належав герб "Любич" . 
В результаті другого поділу Речі Посполитої (1793) Свіслоч увійшов до складу Російської імперії, де став центром Бобруйського повіту Мінської губернії. У 1812 році це був головний штаб генерала Домбровського. Станом на 1886 рік у місті було 46 дворів, 2 школи, адміністрація парафії, 2 церкви, церква, пошта та 40 магазинів. 
У 1919 р. Свіслоч увійшов до Білоруської РСР, в 1924 р. став центром району (з 1931 р. - центром сільської ради)  . 

## Населення
- XIX століття : 1886 - 420 чоловік [5]
- XX століття : 
  - 1919 - 1897 чол (3,4% католиків, 45,2% православних, 50,6% євреїв ) [6]
  - 1999 рік - 852 чол

### Інфраструктура
У Свіслочі є середня і базова школа, дошкільний навчальний заклад, лікарня, будинок культури, бібліотека та пошта. Працює дитячий санаторій «Свіслоч». 

## Пам'ятки

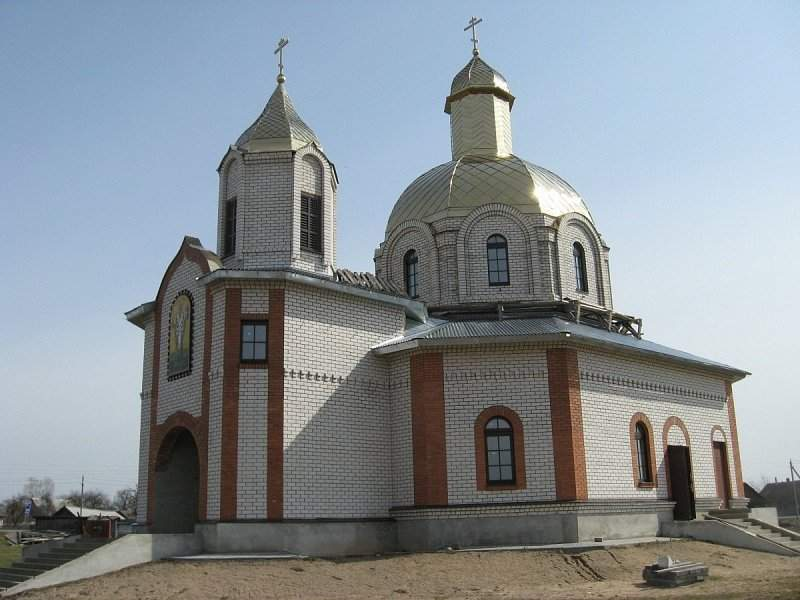
Церква Святого Миколая

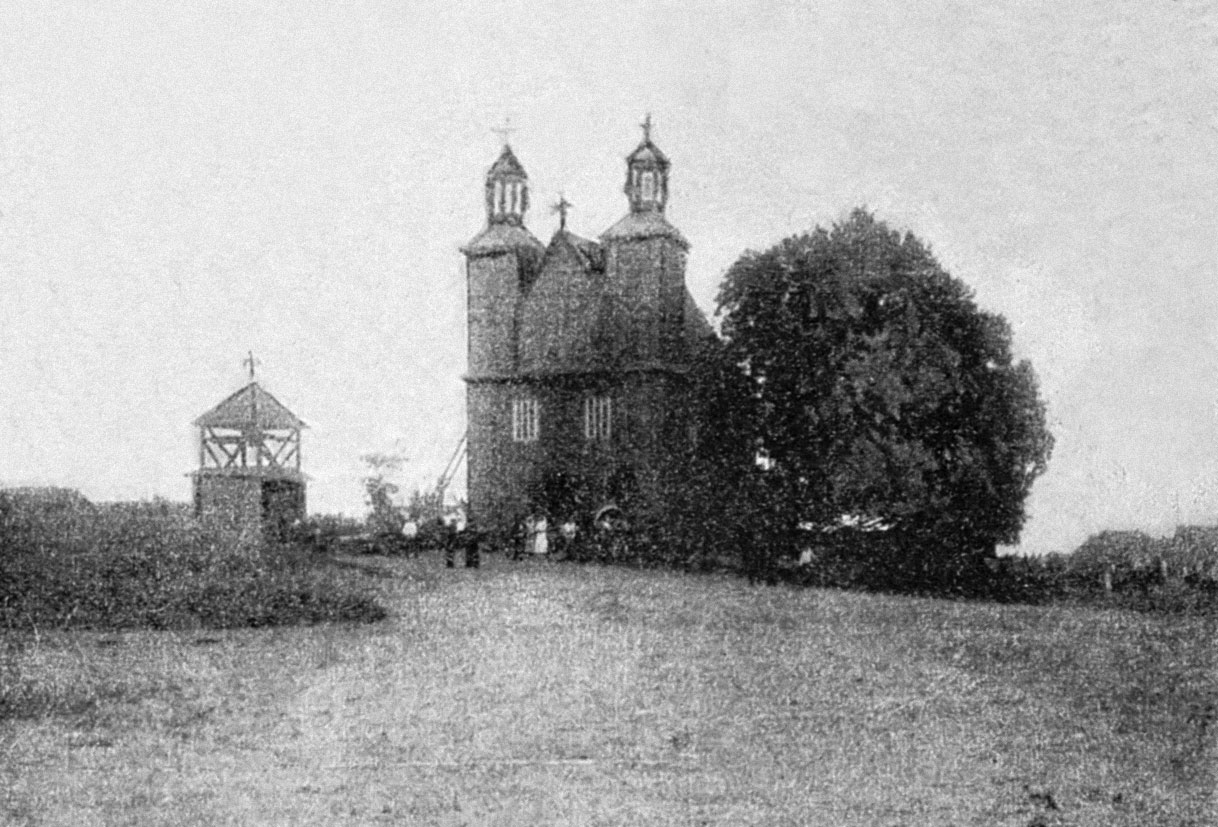
Колишній костел

- Свіслачське городище (рання залізна доба, ранній феодалізм, VI століття до н. е. - I століття до н. е., XI - XII ст.)
- Колишній будинок сім'ї Яко (1911)

### Втрачена спадщина
- Свіслацький замок (XII - XVII ст. )
- Католицька церква та монастир францисканців
- Синагога
- Садиба
- Церква